# Peter Brynie Lindeman
Peter Brynie Lindeman, född den 1 februari 1858 i Kristiania, död den 1 januari 1930, var en norsk organist, violoncellist och tonsättare, son till Ludvig Mathias Lindeman.
Lindeman upparbetade den av fadern och honom själv grundlagda organistskolan till ett konservatorium, som åtnjöt statsanslag.